# Chiesa di San Francesco d'Assisi (Monte Sant'Angelo)
La chiesa di San Francesco d'Assisi è una chiesa cattolica situata a Monte Sant'Angelo, nel Gargano (provincia di Foggia).

## Storia
La chiesa di San Francesco a Monte Sant'Angelo con la relativa struttura ricettiva (nell'insieme è un complesso conventuale) si può far risalire agli anni che vanno fra il 1343 e il 1352. La costruzione dell'edificio venne ordinata da Giovanna I d'Angiò, sovrana del Regno di Napoli, su sollecitazione dell'arcivescovo sipontino-garganico fra' Pietro (costui era un francescano conventuale).
In seguito con la soppressione della comunità monastica avutasi nel 1861, il convento è stato adibito prima a scuola e, da molti anni ormai, a sede del Museo delle arti e tradizioni popolari del Gargano.
La chiesa riveste un particolare significato per la città essendo dedicata a san Francesco d'Assisi, recatosi in visita al santuario di San Michele.
Nella chiesa, in un sarcofago con figura giacente, si conservano le presunte spoglie della regina Giovanna I di Napoli, forse assassinata nel castello di Monte Sant'Angelo, dove probabilmente risiedette nell'ultima parte della sua vita.

## Descrizione
La chiesa oggi appare sobria e con uno stile che si richiama al neoclassico. Inoltre parte dell'originario portale, a destra dell'attuale ingresso ed un locale oggi adibito a cappella interna (sempre sul lato destro della navata unica), recuperati dopo i restauri eseguiti nell'ultimo ventennio del secolo scorso, evidenziarono alcuni dei primitivi elementi decorativi trecenteschi.